# 张桓侯祠
张桓侯祠（也称汉桓侯祠，俗称张飞庙），位于四川省阆中市古城区西街，是纪念三国时蜀汉名将张飞的祠庙。

## 历史
1991年4月16日公佈為四川省第三批文物保護單位。1996年11月20日列為第四批全國重點文物保護單位。因张飞死后，追谥为桓侯，因而得名。
张飞于章武元年（221年），为部将范彊、张达所杀，死后葬于阆中。阆中人敬其忠勇，在墓址上立庙祠祭祀，从开始修建的时间算起，已有一千七百多年。后来屡遭兵火毁坏，但屡坏屡建，屡废屡兴。现存的张桓侯祠为一组多重四合院式明、清古建筑群，占地10餘畝，總建筑面积二千四百多平方米。
张桓侯祠主体建筑均沿中轴线布局，由南向北主要由山门，敌万楼、左、右牌枋、大殿、后殿、墓亭及张飞墓和墓后园林组成。其布局严谨，构造别致，既有雄伟壮观的气势，又幽雅精美，是一处重要的三国文化遗迹。

## 相关
- 张桓侯庙
- 自贡桓侯宫